# Blandine Merten

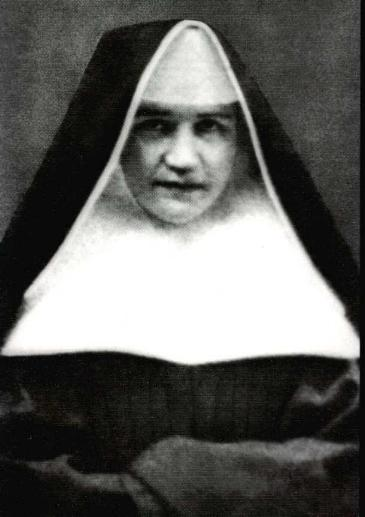
Selige Sr. Blandine Merten (1883–1918)

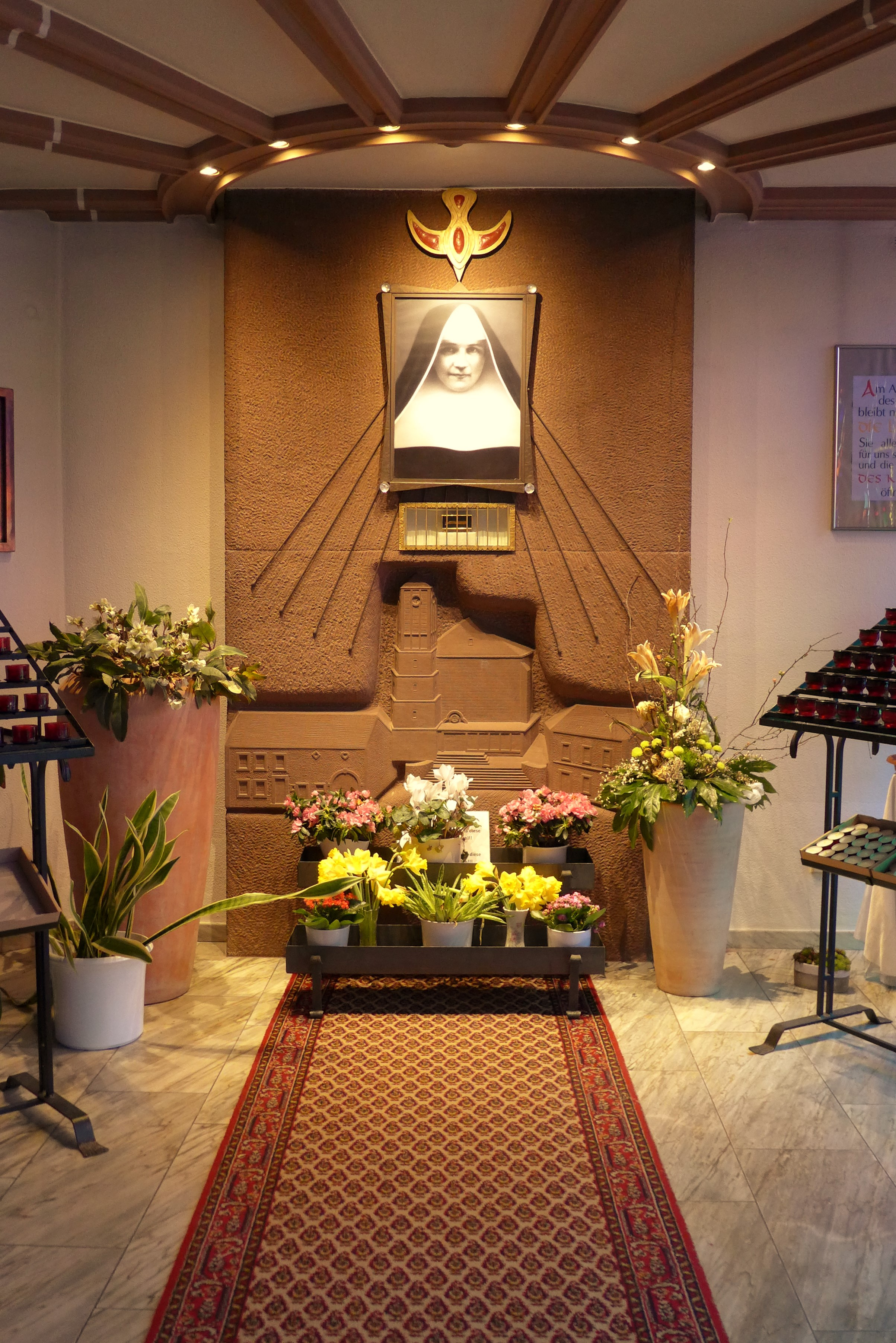
Blandinenkapelle der Pfarrkirche St. Leodegar in Düppenweiler mit Reliquiar der Seligen

Blandine Merten (* 10. Juli 1883 in Düppenweiler als Maria Magdalena Merten; † 18. Mai 1918 in Trier) war eine deutsche Ursuline. Papst Johannes Paul II. sprach sie 1987 selig. Bei zahlreichen Katholiken ist sie als Schwester Blandine bekannt. Ihr Gedenktag ist der 18. Mai.

## Leben
Maria Magdalena Merten wurde am 10. Juli 1883 als neuntes Kind des fromm lebenden katholischen Bauernehepaares Johann (aus Düppenweiler) und Katharina Merten (geborene Winter aus Fraulautern) im damals zur preußischen Rheinprovinz gehörenden Düppenweiler (heute Saarland) geboren und am 12. Juli 1883 in der Düppenweiler Pfarrkirche St. Leodegar getauft. Im Rahmen der Ausstellung des Heiligen Rockes in Trier im Jahr 1844 durch Bischof Wilhelm Arnoldi soll es zu einer medizinisch nicht erklärlichen Spontanheilung der Mutter und der Tante von Maria Magdalena Merten gekommen sein, die durch eine bischöfliche Kommission untersucht worden war.
Von 1889 bis 1897 besuchte Maria Magdalena Merten in ihrem Heimatort die Volksschule. Am 12. April 1896 empfing sie in der Pfarrkirche St. Leodegar von Düppenweiler ihre Erstkommunion und wurde am 21. April 1896 in der alten Pfarrkirche St. Andreas und Mariä Himmelfahrt in Reimsbach vom Weihbischof in Trier, Karl Ernst Schrod, gefirmt. In den Jahren 1897 bis 1898 bildete sie sich bei ihrer Lehrerin Genter weiter und war in deren Volksschulklasse in Düppenweiler als Assistentin tätig. Von Ostern 1898 bis Ostern 1899 bereitete sich Merten privat für die Lehrerinnenbildungsanstalt vor. Von April 1899 bis September 1902 besuchte Merten das Lehrerinnenseminar in Marienau bei Vallendar, das damals unter der Leitung der Cousine der Beuroner Erzäbte Maurus Wolter und Placidus Wolter stand.
Direkt nach ihrem Examen im Jahr 1902 arbeitete Merten aushilfsweise einen Monat als Volksschullehrerin in Oberthal (Saar) und begann am 1. Januar 1903 ihren Dienst in Morscheid (heute Ortsteil Morscheid-Riedenburg der Gemeinde Morbach). Auf eigenen Wunsch wurde Merten nach vier Jahren Dienst im Jahr 1907 nach Großrosseln an der Saar versetzt, doch bereits am Ende des Schuljahres quittierte sie im April 1908 ihren Dienst und trat am 22. April 1908 gemeinsam mit ihrer Schwester Elise in die Ursulinenkongregation Calvarienberg in Ahrweiler ein. Hier erhielt sie zur Einkleidung den lateinischen Ordensnamen Blandina (dt. „die kleine Liebenswürdige“) nach der heiligen Märtyrerin Blandina von Lyon († um 177). Bekannt wurde sie allerdings unter der eingedeutschten Namensform Blandine. Ihre ältere Schwester Elise, die vorher Merten den Haushalt geführt hatte, erhielt den Ordensnamen Blanda („die Liebenswürdige“). Nach dem Noviziat legte Merten am 3. November 1910 im Mutterhaus der Kongregation in Ahrweiler die zeitliche Profess ab, am 4. November 1913 die ewige. Von November 1910 bis zum Juni 1911 war Schwester Blandine als Lehrerin und Erzieherin an der Schule und dem angeschlossenen Pensionat der Ursulinen in Saarbrücken-St. Johann a. d. Saar tätig.

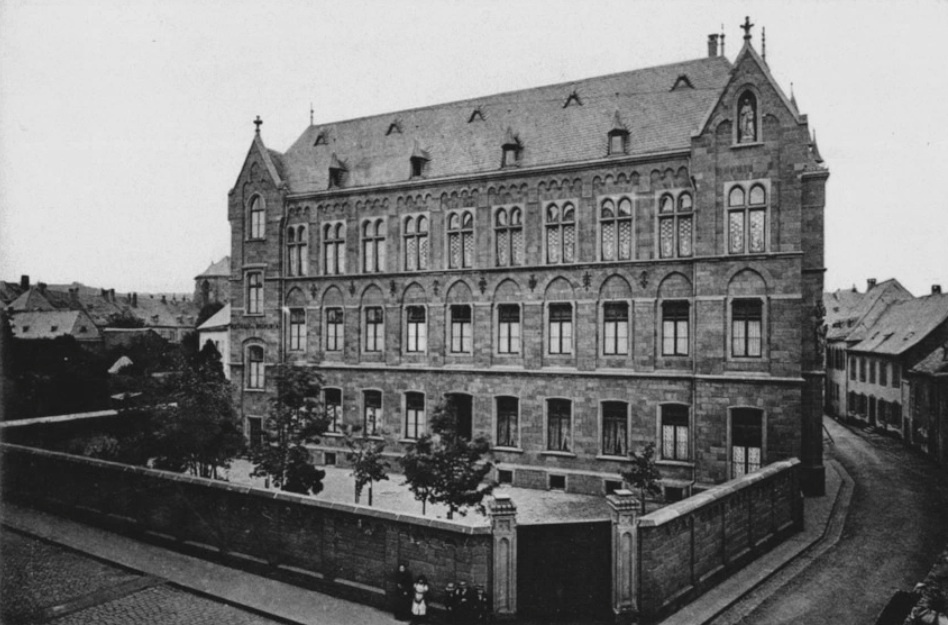
Das 1893 erbaute und 1944 kriegszerstörte Kloster- und Schulgebäude der Ursulinen an der Banthusstraße in Trier

Aufgrund gesundheitlicher Probleme wurde Merten am 10. Juni 1911 an die Schule der Ursulinen nach Trier versetzt, wo sie in der Schule, dem Internat und dem Kinderhort des Bantus-Hauses (1944 zerstört) wirkte. Sie lebte im dortigen Bantuskloster. Eine schwere Tuberkuloseerkrankung zwang sie im September 1916 zur Aufgabe ihrer Tätigkeit. Von 1916 bis 1918 wurde Merten in der Krankenstation des Klosters gepflegt. Im Alter von 34 Jahren starb Blandine Merten am 18. Mai 1918 im Kloster St. Bantus in Trier und wurde am 21. Mai auf dem Friedhof von St. Paulin in Trier beerdigt.

## Seligsprechung
Bereits als Lehrerin stand Blandine Merten bei ihren Schülern sowie deren Eltern wegen ihrer Güte und inneren Fröhlichkeit im Ruf der Heiligmäßigkeit. Die Gottergebenheit und Gelassenheit, die sie während der Zeit ihrer schweren Krankheit auszeichneten, verstärkten diesen Eindruck bei denen, die sie kannten. Der Trierer Bischof Hermann Josef Spital nannte Sr. Blandine Merten eine „liebenswerte Lehrmeisterin in Glaube, Hoffnung und Liebe“.
Nach dem Tod von Schwester Blandine meldeten Gläubige den kirchlichen Behörden zahlreiche Gebetserhörungen. Im Jahr 1954 wurde in Trier der bischöfliche Informativprozess zur Vorbereitung einer Seligsprechung eröffnet. Dieses Verfahren erfuhr erheblichen Auftrieb durch die medizinisch unerklärliche Heilung der österreichischen, in Indonesien tätigen Missionsschwester Irimberta Puntigam SSpS (* 1900, † 1985) von einem schweren Sarkom im Jahr 1969, die 1985/1986 von einer Kommission ärztlicher Sachverständiger, von einer Theologen-Kommission sowie der Kardinalskommission als Wunder anerkannt wurde. Anlässlich des Hochfestes Allerheiligen sprach Papst Johannes Paul II. Schwester Blandine am 1. November 1987 selig. Als ihr kirchlicher Gedenktag wurde der 18. Mai, ihr Sterbetag, festgelegt.

## Gedenken und Verehrung

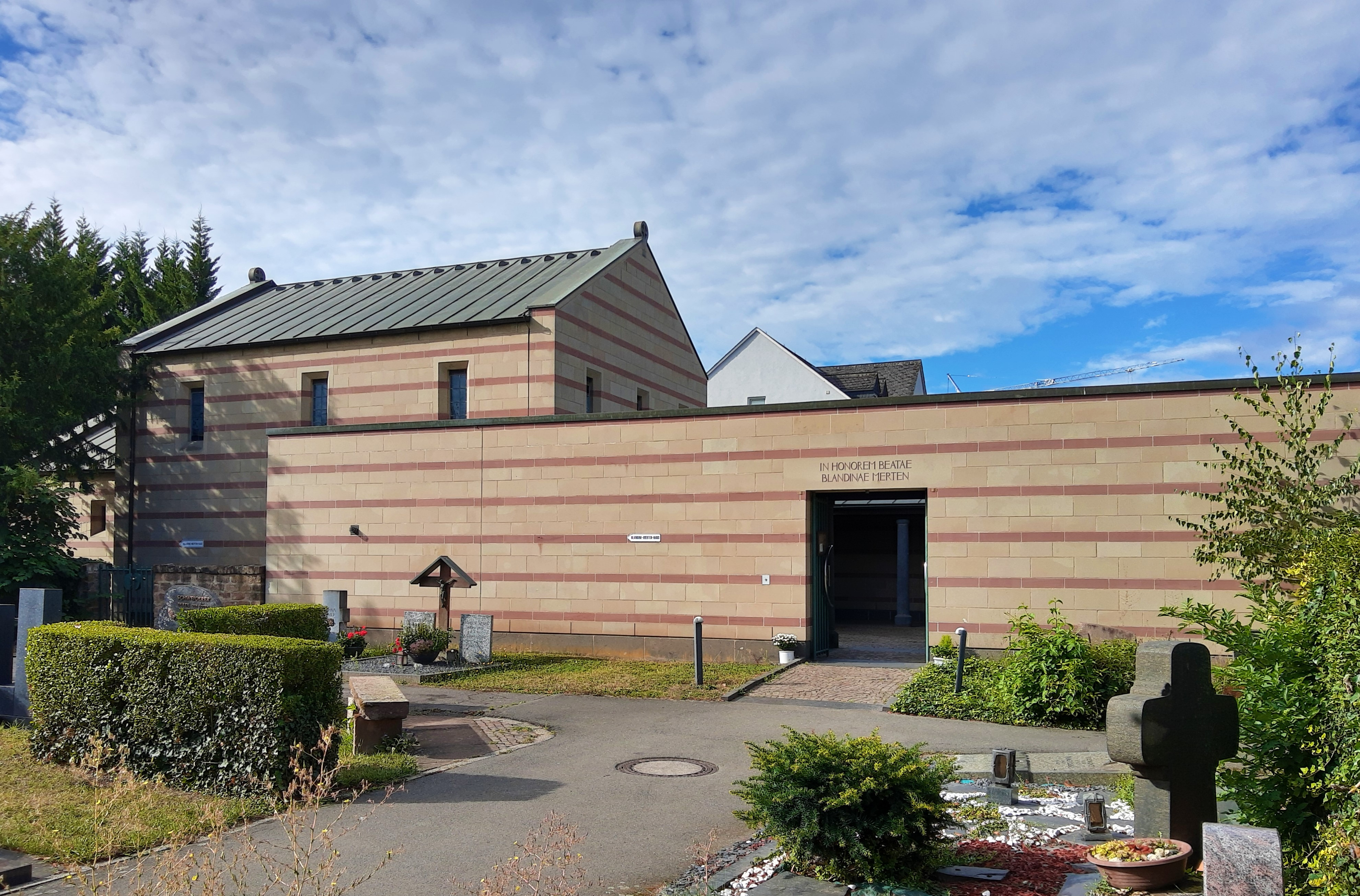
Zugang zur Blandine-Merten-Kapelle auf dem Friedhof von St. Paulin in Trier
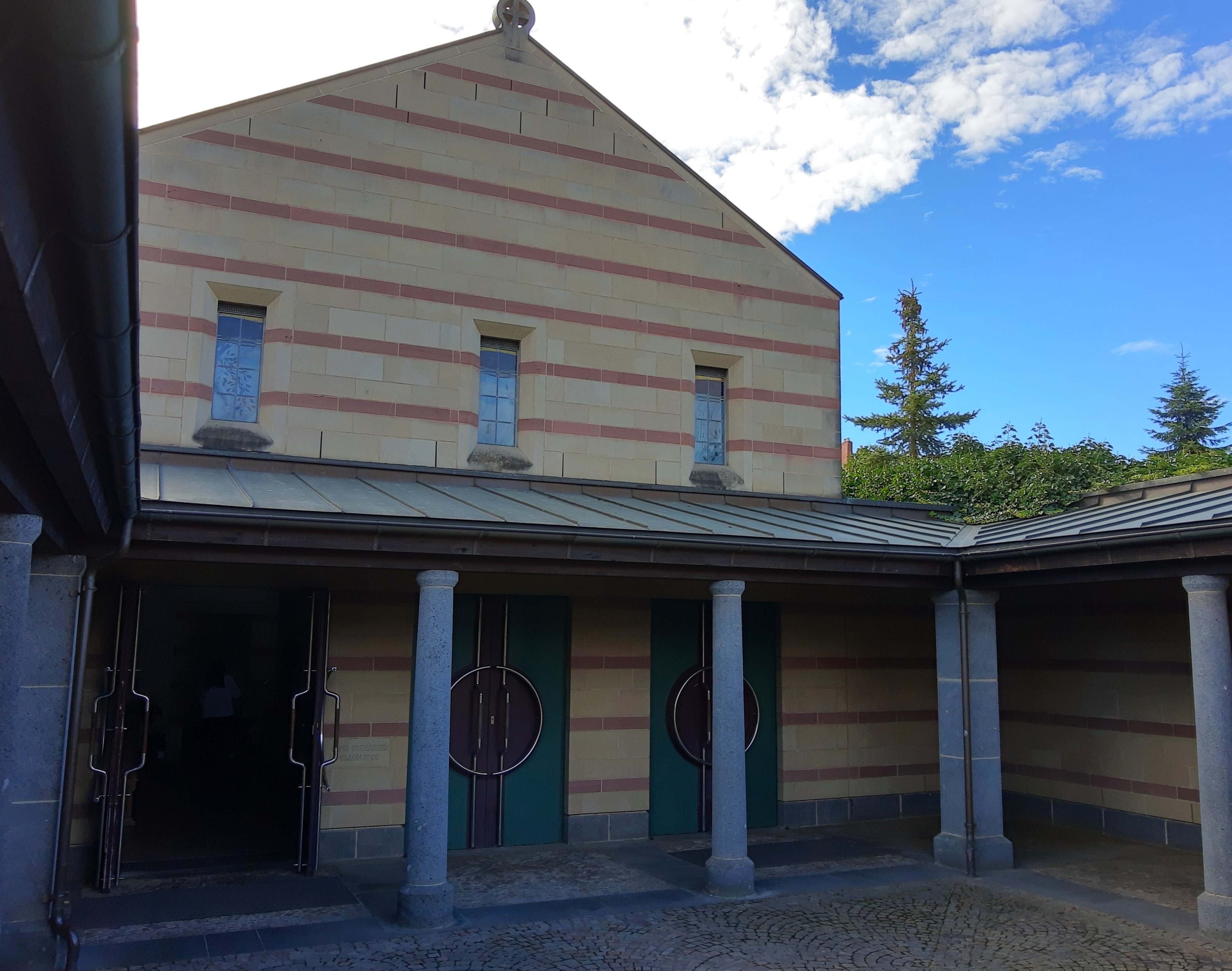
Atrium der Blandine-Merten-Kapelle
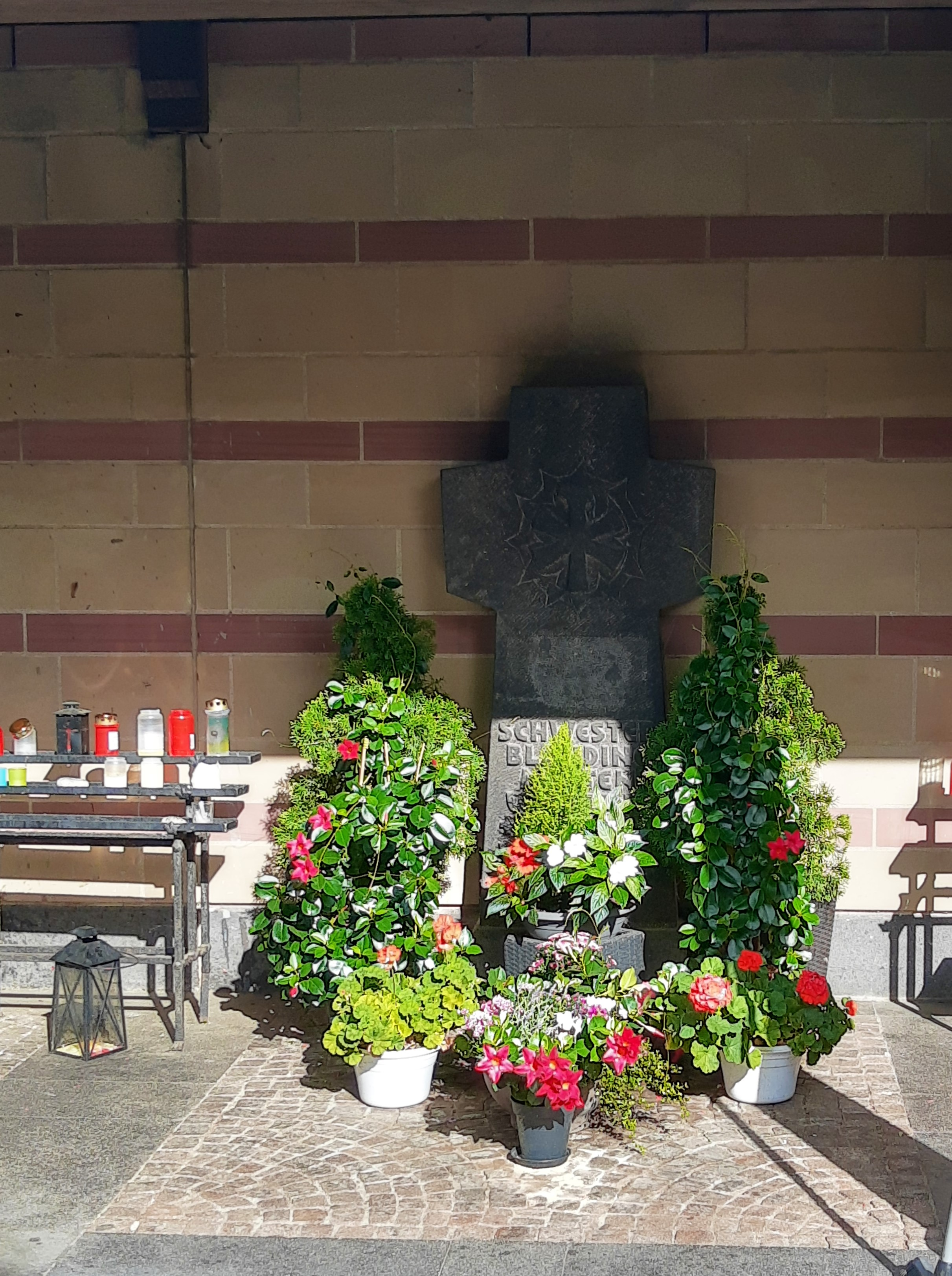
Ehemaliger Grabstein von Blandine Merten im Atrium der  Kapelle
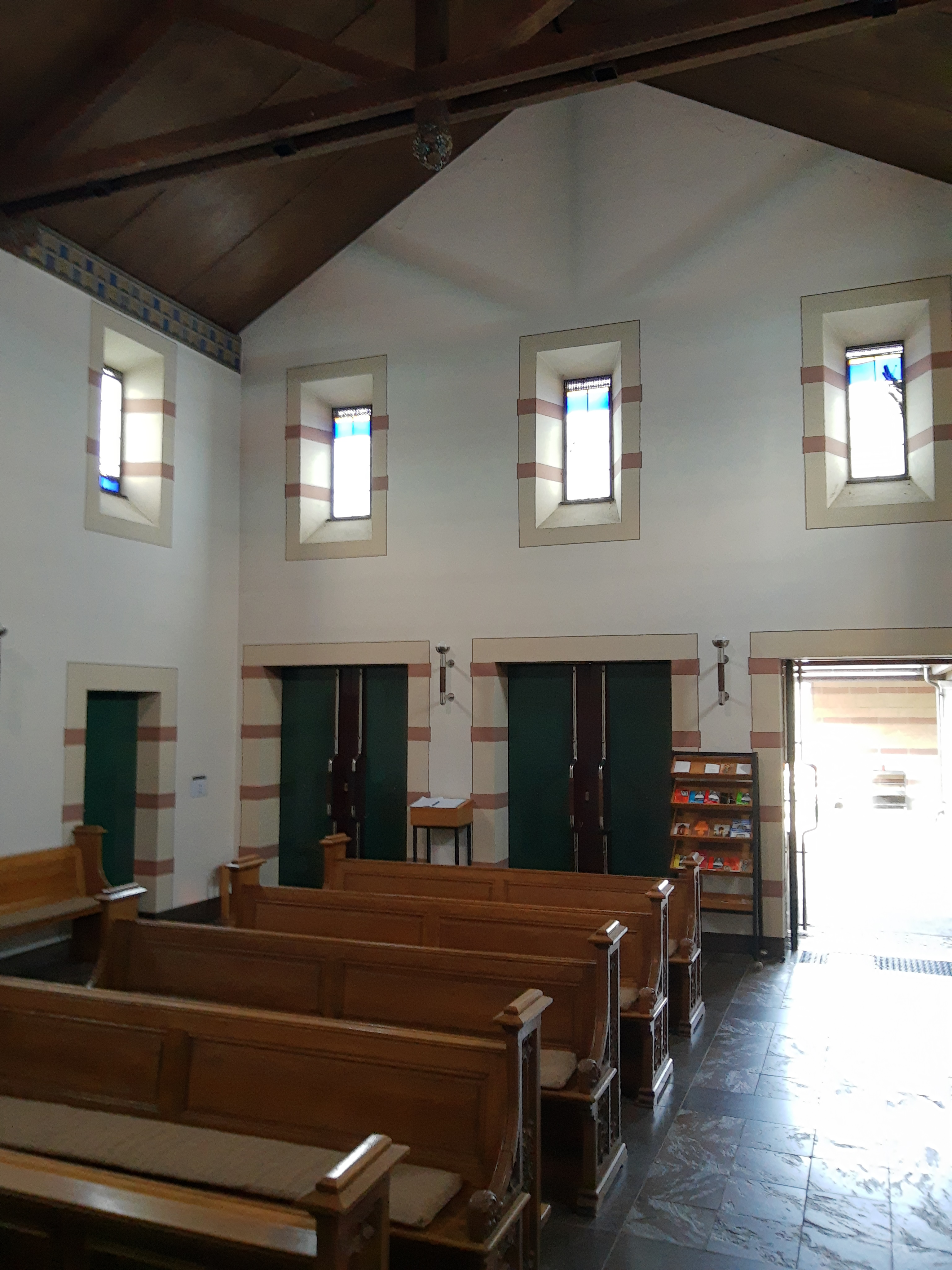
Inneres der Kapelle mit Blick zum Eingang
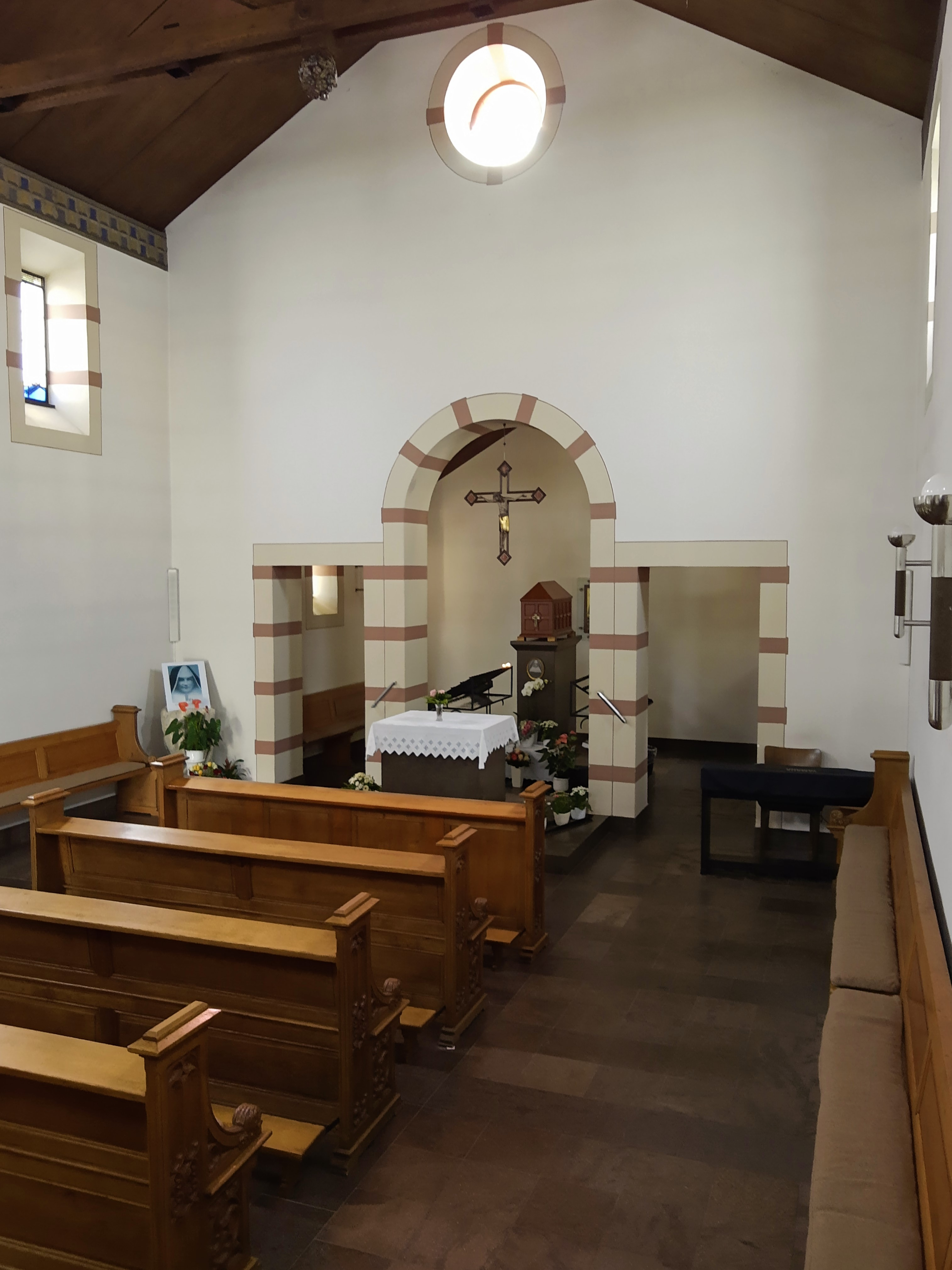
Inneres der Blandine-Merten-Kapelle mit Blick zur Apsis mit dem Reliquienschrein der Seligen hinter dem Altar

Am 18. Mai 1990 wurden ihre sterblichen Überreste in die Blandinenkapelle überführt, die im Jahr 1989 nach Plänen des Trierer Dombaumeisters Karl Peter Böhr in den Formen der Postmoderne auf dem Trierer Friedhof von St. Paulin errichtet worden war.
Im Mutterhaus der Ursulinenkongregation Calvarienberg in Ahrweiler ist seit 1954 das Blandinenarchiv. Über Blandine Merten erschienen zahlreiche Monographien. Viermal jährlich wird ein „Blandinen-Rundbrief“ in einer Auflage von 40.000 Exemplaren herausgegeben.

## Ehrungen

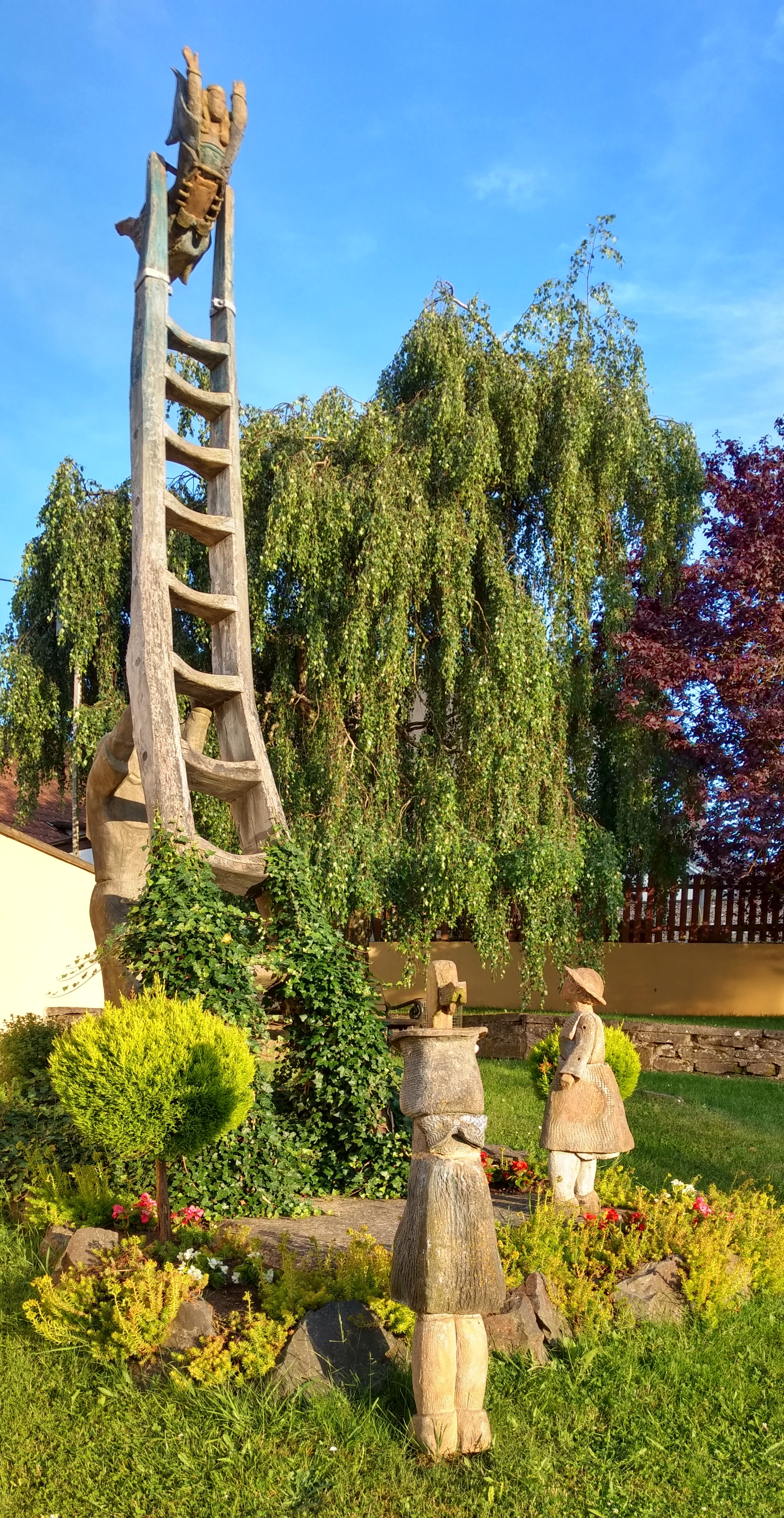
„Blandines Himmelsleiter“, Margret Lafontaine, in Düppenweiler

- Eine 1955 in Trier gegründete Mädchenrealschule der Ursulinen ist dem Patrozinium der sel. Blandine Merten unterstellt.
- Das Haus der Ursulinen in Trier (Schöndorfer Straße) heißt „Blandine-Merten-Haus“.
- Die katholische Kindertagesstätte in Bad Neuenahr ist nach Blandine Merten benannt.
- In Morscheid-Riedenburg wurde die Grundschule am 3. Juli 1988 umbenannt in Grundschule Blandine Merten.
- 2008 beschloss der Trierer Stadtrat, eine Straße im neuen Stadtteil Petrisberg nach ihr zu benennen.
- Plastik „Himmelsleiter“ (Maße: 4,80 × 4,10 × 3,50 Meter, Materialien: Akazienholz aus dem Beckinger Gemeindewald, Steinguss, Keramikbrand, Farbe): Im Jahr 2010 wurde als Stiftung des Beckinger Bürgermeisters Erhard Seger an der Pfarrkirche St. Leodegar in Düppenweiler ein Denkmal zu Ehren von Blandine Merten aufgestellt. Entworfen und gefertigt wurde es von der Düppenweiler Künstlerin Margret Lafontaine in Zusammenarbeit mit dem Modellbauer Thomas Timmermann-Levanas. Die Keramik lieferte Villeroy & Boch aus Mettlach. Das Denkmal steht vor der Mauer des ehemaligen Kindergarten- und Schulhauses von Düppenweiler, in dem Blandine Merten wirkte. Eine Figur der seligen Blandine stützt eine Himmelsleiter, an deren oberen Ende ein Engel schwebt. Blandine lädt die beiden am Fuß der Leiter stehenden Mädchen zum Erklimmen der Leiter ein, die für einen Lebensweg im Vertrauen auf Gott steht.[8]
- Im Westchor des Trierer Domes wurde im Jahr 2015 eine im Auftrag des Trierer Domkapitels von der Künstlerin Silke Rehberg geschaffene lebensgroße Statue der seligen Blandine Merten aufgestellt. Die Statue der Ordensschwester steht mit ihrer Vorderseite zur Wölbung einer Nische und wendet sich in einer einladenden und mitnehmenden Geste zum Betrachter.[9]